# Championnat du Kirghizistan de football 2003
Navigation
Saison précédente Saison suivante
La saison 2003 du Championnat du Kirghizistan de football est la douzième édition de la première division au Kirghizistan. Le déroulement de la compétition diffère cette saison des éditions précédentes et est constitué de deux phases :
- lors de la première phase, les dix-huit clubs participants sont répartis en deux poules (onze au Nord, sept au Sud), dont seuls les quatre premiers se qualifient pour la phase finale.
- les huit clubs qualifiés s'affrontent à nouveau deux fois, pour déterminer le vainqueur du championnat.

C'est le Zhashtyk Ak Altyn Kara-Suu qui remporte la compétition cette saison après avoir terminé en tête du classement final, avec cinq points d'avance sur le triple tenant du titre, le SKA-PVO Bichkek et sept sur le Dordoi Naryn. C'est le tout premier titre de champion du Kirghizistan de l'histoire du club.

## Les clubs participants
- SKA-PVO Bichkek
- Dinamo UVD Och
- Dordoi Naryn
- FC RUOR-Guardia Bichkek
- Ak Bula Aravan
- Kara-Shoro Uzgen
- Zhashtyk Ak Altyn Kara-Suu
- Dinamo-Polyot Bichkek
- Domo Ata Djalalabad
- Manas Ordo Talas - Promu de D2
- Olimpia-85 Bichkek - Promu de D2
- Orto Nur Sokuluk - Promu de D2
- Abdish-Ata Kant - Promu de D2
- Jayil Baatyr Kara-Balta - Promu de D2
- Kol Tor Karakol - Promu de D2
- Shoro Bichkek - Promu de D2
- Alay Och - Promu de D2
- Kelechek Och - Promu de D2
- FC Neftchi Kotchkor-Ata - Promu de D2

## Compétition
Le barème de points servant à établir le classement se décompose ainsi :
- Victoire : 3 points
- Match nul : 1 point
- Défaite : 0 point

### Première phase
| Rang | Équipe                   | Pts | J  | G  | N | P  | Bp | Bc | Diff |
| ---- | ------------------------ | --- | -- | -- | - | -- | -- | -- | ---- |
| 1    | SKA-PVO BichkekT         | 55  | 20 | 18 | 1 | 1  | 99 | 9  | +90  |
| 2    | Dordoi Naryn             | 55  | 20 | 18 | 1 | 1  | 85 | 8  | +77  |
| 3    | FC RUOR-Guardia Bichkek  | 33  | 20 | 10 | 3 | 7  | 34 | 32 | +2   |
| 4    | Shoro BichkekP           | 32  | 20 | 10 | 2 | 8  | 36 | 27 | +9   |
| 5    | Kol Tor KarakolP         | 32  | 20 | 10 | 2 | 8  | 39 | 40 | -1   |
| 6    | Jayil Baatyr Kara-BaltaP | 28  | 20 | 8  | 4 | 8  | 33 | 51 | -18  |
| 7    | Abdish-Ata KantP         | 27  | 20 | 8  | 3 | 9  | 41 | 46 | -5   |
| 8    | Orto Nor SokulukP        | 18  | 20 | 5  | 3 | 12 | 27 | 53 | -26  |
| 9    | Olimpia-85 BichkekP      | 16  | 20 | 5  | 1 | 14 | 24 | 61 | -37  |
| 10   | Dinamo-Polyot Bichkek    | 15  | 20 | 4  | 3 | 13 | 21 | 50 | -29  |
| 11   | Manas Ordo TalasP        | 7   | 20 | 2  | 1 | 17 | 17 | 79 | -62  |

| Rang | Équipe                      | Pts | J  | G  | N | P  | Bp | Bc | Diff |
| ---- | --------------------------- | --- | -- | -- | - | -- | -- | -- | ---- |
| 1    | Zhashtyk Ak Altyn Kara-Suu  | 33  | 12 | 11 | 0 | 1  | 65 | 7  | +58  |
| 2    | Dinamo UVD Och              | 31  | 12 | 10 | 1 | 1  | 51 | 15 | +36  |
| 3    | Alay OchP                   | 24  | 12 | 8  | 0 | 4  | 20 | 20 | 0    |
| 4    | Ak Bula Aravan              | 14  | 12 | 4  | 2 | 6  | 16 | 28 | -12  |
| 5    | FC Neftchi Kotchkor-AtaP    | 10  | 12 | 3  | 1 | 8  | 13 | 41 | -28  |
| 6    | Kelechek OchP               | 8   | 12 | 2  | 2 | 8  | 18 | 37 | -19  |
| 7    | Kara-Shoro UzgenP           | 3   | 12 | 1  | 0 | 11 | 15 | 50 | -35  |
|      | Doma Ata Djalalabad forfait |     |    |    |   |    |    |    |      |

### Phase finale
| Rang | Équipe                     | Pts | J  | G  | N | P  | Bp | Bc | Diff |
| ---- | -------------------------- | --- | -- | -- | - | -- | -- | -- | ---- |
| 1    | Zhashtyk Ak Altyn Kara-Suu | 36  | 14 | 11 | 3 | 0  | 45 | 7  | +38  |
| 2    | SKA-PVO Bichkek'T'C        | 31  | 14 | 10 | 1 | 3  | 27 | 10 | +17  |
| 3    | Dordoi Naryn               | 29  | 14 | 9  | 2 | 3  | 35 | 10 | +25  |
| 4    | Shoro BichkekP             | 23  | 14 | 7  | 2 | 5  | 31 | 20 | +11  |
| 5    | FC RUOR-Guardia Bichkek    | 19  | 14 | 6  | 1 | 7  | 24 | 27 | -3   |
| 6    | Dinamo UVD Och             | 10  | 14 | 2  | 4 | 8  | 14 | 27 | -13  |
| 7    | Alay OchP                  | 9   | 14 | 3  | 0 | 11 | 17 | 47 | -30  |
| 8    | Ak Bula Aravan             | 4   | 14 | 1  | 1 | 12 | 12 | 57 | -45  |

|  | Champion du Kirghizistan 2003                                                 |
|  | T : Tenant du titre C : Vainqueur de la Coupe du Kirghizistan P : Promu de D2 |

## Bilan de la saison
| Championnat du Kirghizistan de football 2003 |                                        |
| Champion                                     | Zhashtyk Ak Altyn Kara-Suu (1er titre) |
| Coupes et trophées                           |                                        |
| Vainqueur de la Coupe du Kirghizistan 2003   | SKA-PVO Bichkek                        |
| Qualifications continentales                 |                                        |
| Ligue des champions de l'AFC 2004            | Aucun                                  |
| Coupe de l'AFC 2004                          | Aucun                                  |
| Promotions et relégations                    |                                        |
| Promus en Vysshaya Liga                      | Aucun                                  |
| Relégués en Deuxième division                | 11 clubs                               |